# Земський провулок (Київ)
Зе́мський провулок — зниклий провулок Києва, існував у Залізничному, нині Солом'янському районі Києва, місцевість Чоколівка. Провулок пролягав від Повітрофлотського проспекту.
Виник на початку ХХ століття під такою ж назвою. Ліквідований разом із навколишньою малоповерховою забудовою наприкінці 1970-х — на початку 1980-х років.